# Jacob Latimore
Jacob O'Neal Latimore, Jr., född den 10 augusti 1996 i Milwaukee, Wisconsin, är en amerikansk sångare och skådespelare.

## Filmografi (urval)
Film
- 2010 – Vanishing on 7th Street
- 2013 – Black Nativity
- 2014 – The Maze Runner
- 2014 – Ride Along
- 2016 – Skönheten i allt (originaltitel: Collateral Beauty)
- 2016 – Bilal: A New Breed of Hero
- 2016 – Sleight
- 2017 – Detroit
- 2017 – Krystal
- 2018 – Candy Jar
- 2020 – Like a Boss

TV
- 2009 – One Tree Hill (1 episod)
- 2011 – Tyler Perry's House of Payne (1 episod)
- 2011 – So Random!
- 2011 – Reed Between the Lines (1 episod)
- 2012 – The Finder (1 episod)
- 2014 – Survivor's Remorse (1 episod)
- 2018 – The Chi

## Diskografi
Studioalbum
- 2018 – Connection

Mixtapes
- 2009 – I Am the Future
- 2012 – This is Me
- 2013 – This is Me 2

Singlar
- 2010 – "Like 'Em All" (med Diggy Simmons)
- 2011 – "Nothing on Me"
- 2012 – "You Come First"
- 2014 – "Heartbreak Heard Around the World"
- 2016 – "Remember Me"